# Suramericano de Natación de 2006 - Maratón 5 km. Femenino
La prueba de 5 Km. Femenino en aguas abiertas del Campeonato Sudamericano de Natación de 2006 se realizó el 8 de marzo de 2006 en la ciudad de Cartagena.

## Medallistas
| Evento | Oro                             | Plata                                  | Bronce                             |
| ------ | ------------------------------- | -------------------------------------- | ---------------------------------- |
| 5 km   | Pilar Geijo Argentina 1:07:.35. | Michel Santiago · Venezuela · 1:07:41. | María Serrano · Ecuador · 1:07:42. |

## Resultados
| Posición | Nadador             | Tiempo    |
| -------- | ------------------- | --------- |
| 1        | Pilar Geijo         | 1:07:.35. |
| 2        | Michel Santiago     | 1:07:41.  |
| 3        | María Serrano       | 1:07:42.  |
| 4        | Pamela Barboza      | 1:08:03.  |
| 5        | Oriana Galindo      | 1:10:10.  |
| 6        | Juanita Hurtado     | 1:15:46.  |
| 7        | Jimena Arribasplata | 1:15:47.  |
| 8        | Diana Gonzalez 🇨🇴   | 1:21:40.  |
| 9        | Bárbara Hernández   | 1:21:57.  |
|          | Celeste Puñet       | DES*      |
|          | Maria Da Penha      | DES*      |

*: Ambas nadadoras erraron en el camino de acceso al carril de llegada, por lo cual debían retornar a la boya anterior y realizar de manera correcta el recorrido. Sin embargo, pese a completar nuevamente el recorrido final, las nadadoras se habían detenido y caminado en el trayecto de regreso, motivo que dio lugar a su descalificación.